# Joseph Paul Franklin
Pour les articles homonymes, voir Franklin.
 (mai 2010).
Si vous disposez d'ouvrages ou d'articles de référence ou si vous connaissez des sites web de qualité traitant du thème abordé ici, merci de compléter l'article en donnant les références utiles à sa vérifiabilité et en les liant à la section « Notes et références ».
Joseph Paul Franklin, né le 13 avril 1950 à Mobile, dans l'État de l'Alabama aux États-Unis, et mort le 20 novembre 2013 à Bonne Terre dans le Missouri, est un tueur en série américain.
Il a été reconnu coupable de plusieurs meurtres et a avoué les tentatives d'assassinat de deux personnalités : la fusillade de 1978 de l'éditeur de magazines Larry Flynt et de son avocat, et la fusillade de 1980 de Vernon Jordan. Franklin n'a été condamné pour aucune de ces deux affaires. Franklin ayant changé sa version des faits concernant plusieurs affaires, la pleine étendue de ses crimes est incertaine.
Condamné à mort pour le meurtre de Gerald Gordon en 1977, il est exécuté par injection létale le 20 novembre 2013.

## Biographie
Il est né James Clayton Vaughn, dans une famille pauvre. En 1976, il changea son nom en Joseph Paul Franklin. Il a choisi Joseph Paul en hommage à Paul Joseph Goebbels et Franklin pour Benjamin Franklin.
Il quitta l'école secondaire à 17 ans. Il s'intéressa d'abord grandement à l'évangélisme, puis au nazisme, et devint plus tard membre du Parti nazi américain et du Ku Klux Klan. Il a également une fille d'un mariage en 1968.
Franklin était un vagabond, parcourant la côte Est des États-Unis, toujours à la recherche d'opportunités de « nettoyer le monde » des personnes qu'il considérait comme inférieures, en particulier les Noirs et les Juifs. Il subvenait à ses besoins en braquant des banques et il vendait ou échangeait fréquemment les armes qu'il avait déjà employées pour tuer. En dépit du fait qu'il soit partiellement aveugle de l'œil gauche et totalement de l'œil droit, Franklin était un tireur d'élite chevronné. Il a tué la plupart de ses victimes à une distance de plus de 30 mètres.

## Actes criminels

### 1976
- 6 septembre 1976 : Franklin suit un couple interracial le long d'une ruelle et les menace avec un spray d'autodéfense.

### 1977
- 29 juillet 1977 : La synagogue Beth Shalom à Chattanooga est incendiée.
- 7 août 1977 : Franklin tue par balle un homme noir et une femme blanche, Alphonse Manning et Toni Schwenn. Il est vêtu d'une panoplie de cow-boy et s'échappe en voiture après le braquage d'une banque à Madison (Wisconsin). Il veut conduire plus vite mais est gêné par la voiture de Manning. Manning arrête sa voiture et en sort, Franklin se saisit alors d'un pistolet, qu'il a volé auparavant, et tire sur Manning, puis il marche vers la voiture de celui-ci et tire sur son amie. Le 14 février 1986, il est condamné à deux peines de prison à perpétuité pour ces meurtres.
- 8 octobre 1977 : Se cachant derrière un poteau télégraphique près de Brith Shalom, une synagogue de Richmond Heights, Missouri, Franklin utilise un fusil de chasse pour tuer Gerald Gordon et blesser deux autres personnes. Il confesse ces crimes en 1995 et subit un procès en 1997. Il est reconnu coupable et condamné à mort par injection létale[3].

## Influence
En 1989, William Luther Pierce, fondateur de l'Alliance nationale, publia le roman Hunter (en) sous le pseudonyme d'« Andrew MacDonald ». Il a dédicacé ce livre à Joseph Paul Franklin.